# Dia Psalma

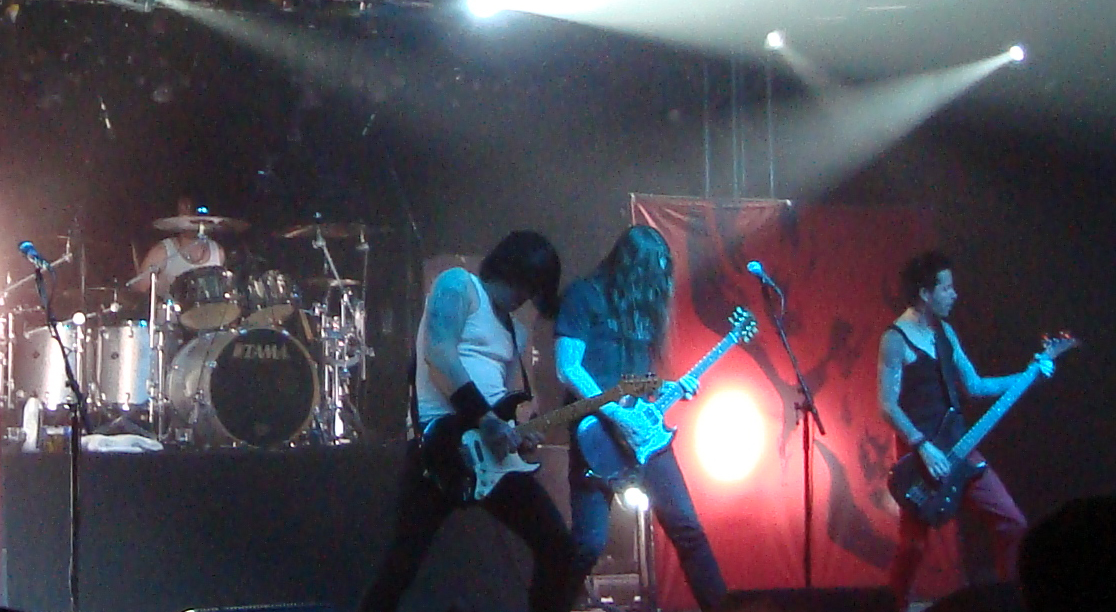
Dia Psalma med "Rockweekend on Tour", Sundsvall 2009

Dia Psalma är ett svenskt punkband bildat 1993 med rötter i Strängnäs. Bandet bildades av tidigare medlemmar i punkbandet Strebers, som startade 1985 och som under en tid även spelade under namnet Sixguns. Till bandets mer kända alster kan Tro rätt tro fel, Luft, Den som spar och Hon får nämnas. Samtliga medlemmar har bidragit med såväl text som musik.

## Historia

### 1990-talet
Dia Psalma bildades strax efter att Johnny Rydh, trummis och huvudsaklig textskrivare i Strebers, omkommit i en bilolycka. Efter Rydhs död 1992 spelade Ulke (gitarr, sång) och Ztikkan (bas) in ett sista album som Strebers vilket fick namnet Till En Vän med Solbjörn (en trummaskin) som trummis. Samma år genomförde bandet en turné men med Stipen som ny trummis, eftersom "Solbjörn fick jazz-jobb i Staterna" enligt bandet. Efter turnén bestämde de sig för att skapa bandet Dia Psalma. Pontus Andersson var först bandets ljudtekniker men i början av sommaren 1994 blev han medlem som gitarrist, bakgrundssångare och delvis textförfattare. Dia Psalma hann släppa tre album och sju singlar innan bandet upplöstes 1997.

### 2006–2011
Den 17 januari 2006 tillkännagav Dia Psalma att de skulle återförenas, och bandet spelade under året bland annat på Peace & Love-festivalen i Borlänge, Arvikafestivalen, Siesta!, Hultsfredsfestivalen, Augustibuller, Arenan (Fryshuset) och Grusrocken i Virsbo. Det tredje albumet, Djupa skogen, gavs ut den 10 oktober 2007. En första singel, Som man är, gavs ut 7 juni. Bandet turnerade i Sverige under oktober-december 2007. Albumet Djupa Skogen fick dålig kritik, bland annat på grund av avsaknaden av svensk folkmusik  men vann ändå Swedish Metal Awards pris för bästa punk/hardcoreskiva 2007.
Den 29 december 2008 släppte Dia Psalma en låt för gratis nedladdning på internet. Låten heter "Kalle Iskall" och handlar om de hemlösas situation; texten är skriven av Mikael Galloni som själv är hemlös. Den var också ett smakprov på deras skiva Re Voltere som släpptes den 25 februari 2009.
Den första singeln från Re Voltere blev "Kulisser", och bandet spelade också in en video till den tillsammans med regissören Patric Ullaeus, som tidigare gjort videor med bland annat In Flames, Dimmu Borgir, Arch Enemy och Enslaved. Även "Re Voltere" belönades av Swedish Metal Awards för bästa punk/hardcore.
Som några av bandmedlemmarnas "sidoprojekt" kan nämnas Puffror & Pickadoller (Ulke), Trash Amigos (tidigare "Tres Amigos") (Stipen), Snakestorm (Pontus) och Transport League/M.A.N (Ztikkan).
Den 16 mars 2011 meddelade Dia Psalma via sin officiella Facebook-sida att de skulle lägga ner för all framtid i slutet av 2011. Den 24 november samma år gav de sin sista konsert på Debaser i Stockholm.

### 2014–2021
7 augusti 2014 meddelade föreningen Holmarna att de hade en exklusiv spelning med Dia Psalma och Strebers i Skutskärs folkets park, den 30 augusti samma år. Dia Psalma skulle spela hela skivan Gryningstid och Strebers hela Kallt stål, varmt blod. Dia Psalma släppte i samband med denna händelse en video till låten "Emelie".
Med anledning av den respons och det intresse som återföreningen 2014 möttes av beslutade sig Dia Psalma för att återuppta turnerandet med start året efter. Under sommaren och hösten 2015 gjorde bandet flera spelningar, huvudsakligen på klubbar och festivaler. I november 2016 deltog Dia Psalma tillsammans med Asta Kask och De Lyckliga Kompisarna i sex konserter under turnénamnet Close Up Made Us Do It, till firande av tidningen Close Up Magazines 25-årsjubileum.
2017 fortsatte Dia Psalma att turnera med spelningar i bland annat Norrköping, Västerås, Alingsås och Uddevalla.
I Rockpodden, avsnitt 240, den 9 september 2021 meddelade Stipen att han skulle hoppa av Dia Psalma och Strebers eftersom han tröttnat på att spela samma låtar i år efter år. På direkt fråga har flera av de andra medlemmarna svarat att det inte är aktuellt att fortsätta utan Stipen. I tysthet har Dia Psalma alltså lagts ned.
Ulke har 2025 startat ett nytt band som heter Vägsjäl. De släppte en EP med titeln "Jag är bara här ibland" den 8 maj 2025 och senare samma år en vinylsingel med två av de tre låtarna.

## Medlemmar
- Micke "Ulke" Johansson – gitarr, sång (samt låtskrivare)
- Fredrik "Ztikkan" Blomberg – basgitarr, sång (samt låtskrivare)
- Stefan "Stipen" Carlsson – trummor
- Pontus Andersson (fd. Bednarz) – gitarr, sång (samt låtskrivare)

Bildgalleri (Nalen 2009)

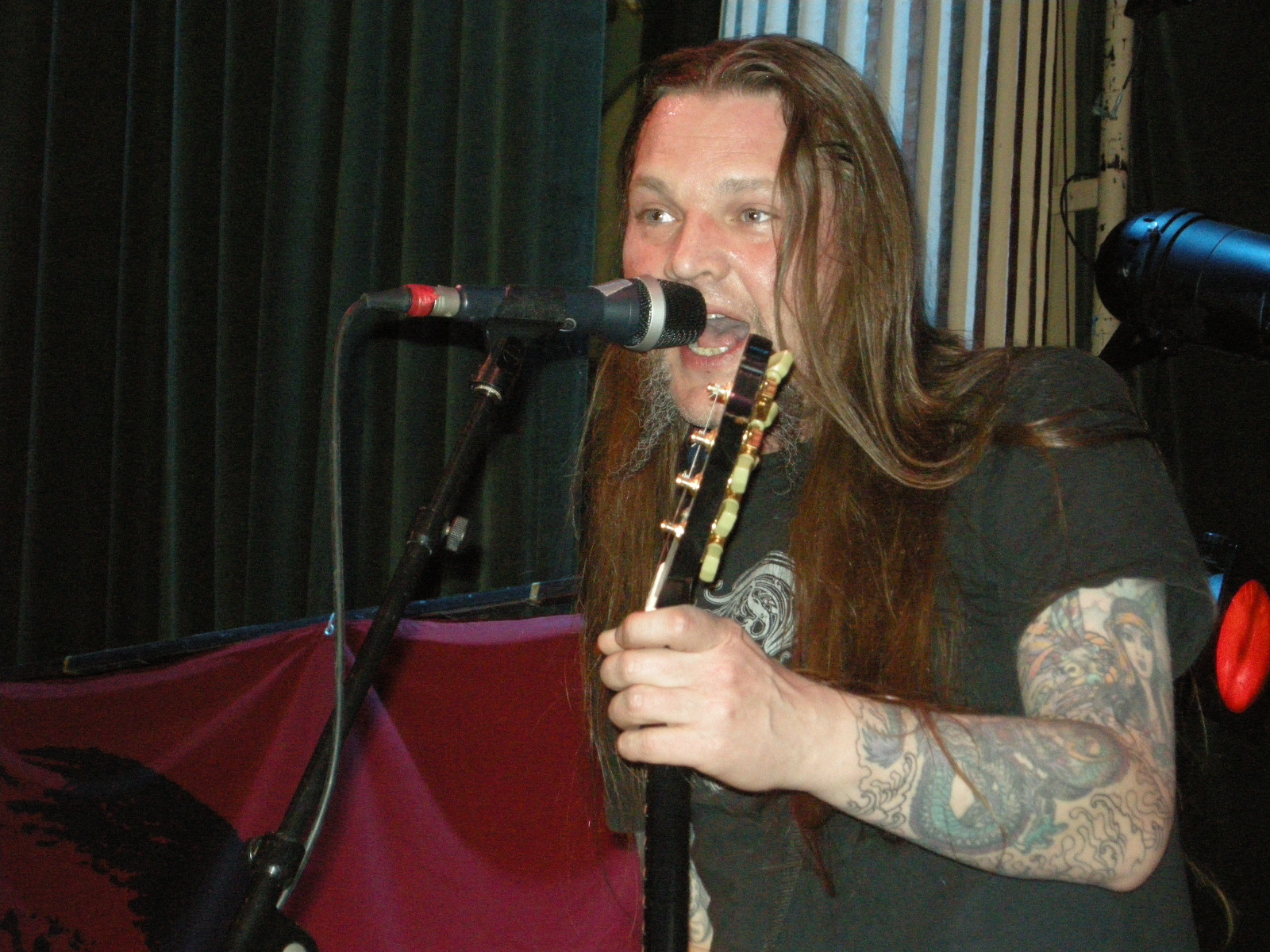
"Ulke"
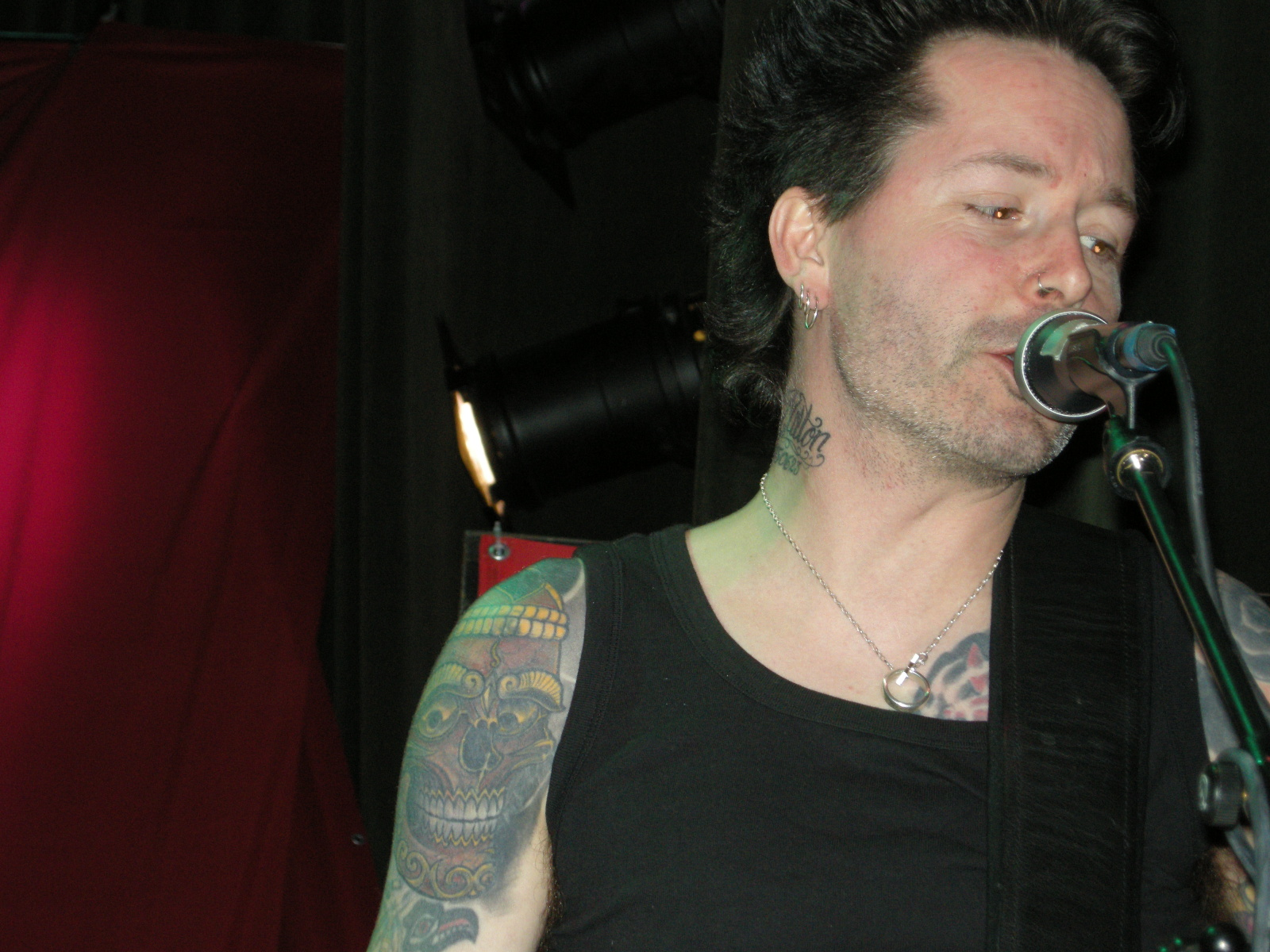
"Ztikkan"
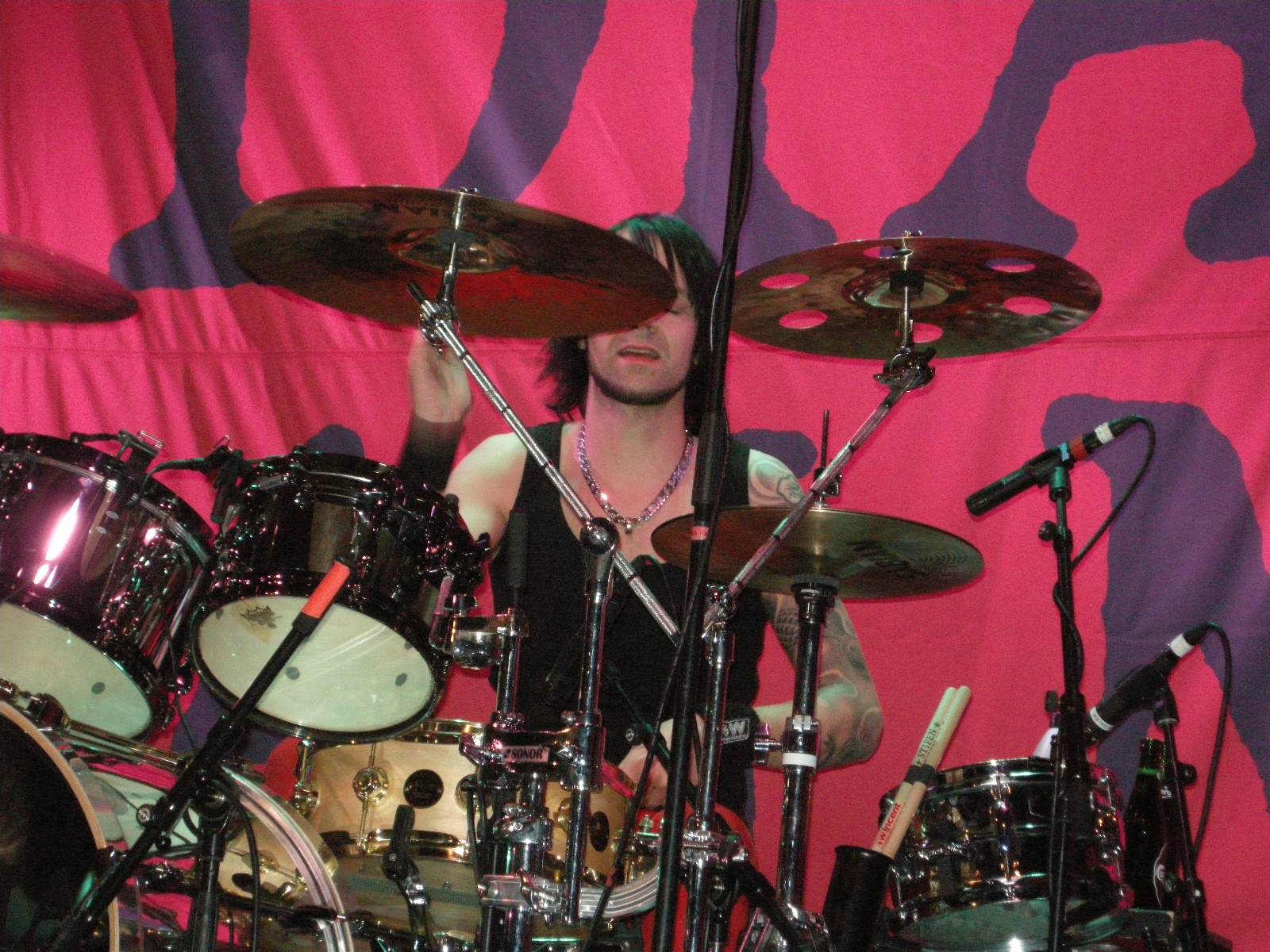
"Stipen"
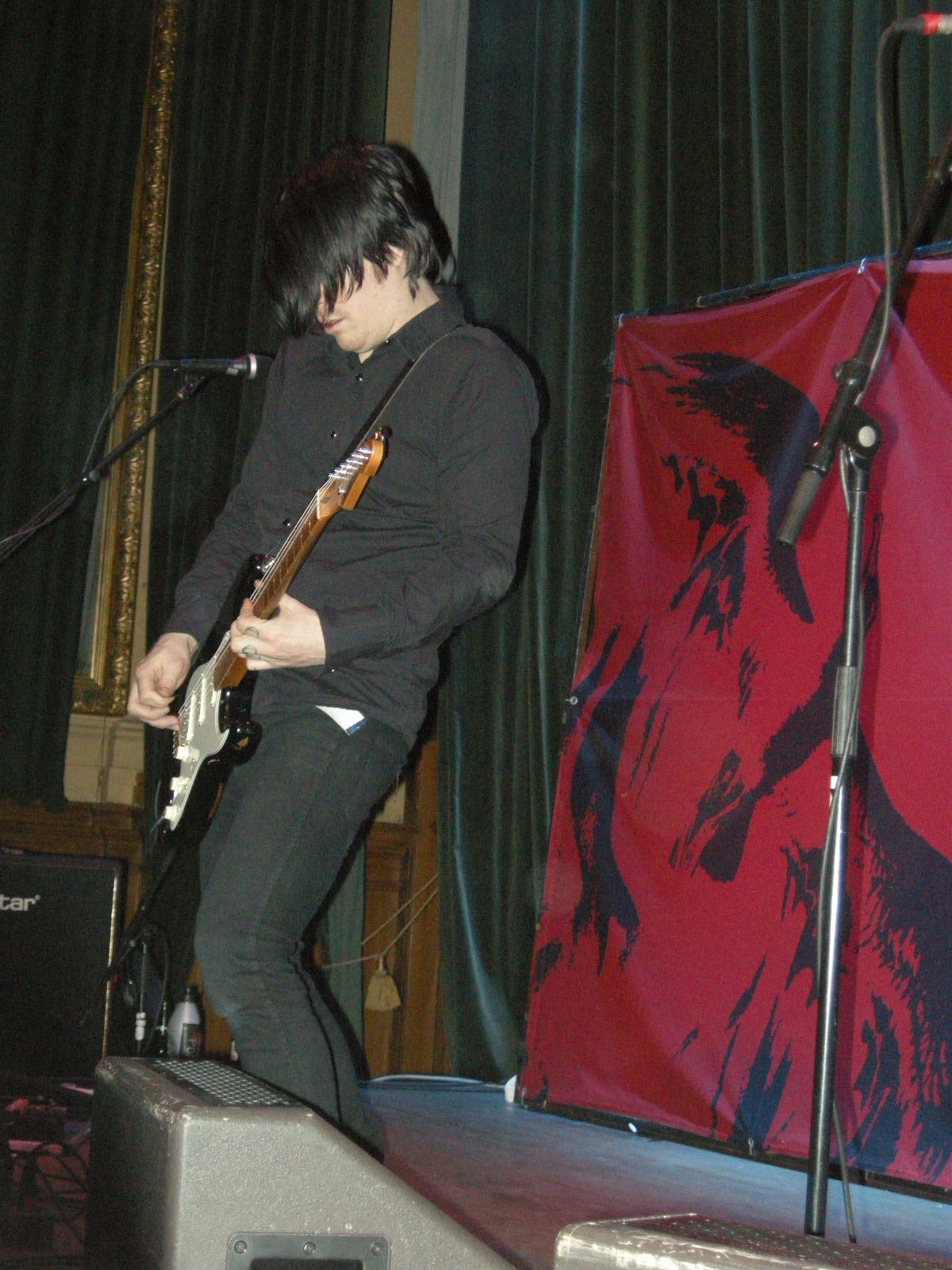
Pontus Andersson

## Diskografi
Studioalbum
- 1994 – Gryningstid
- 1995 – Efter allt
- 2007 – Djupa skogen
- 2009 – Re Voltere

Singlar
- 1993 – "Hon får..."
- 1994 – "Stora bollar av eld"
- 1994 – "Tro rätt tro fel"
- 1994 – "0"
- 1994 – "Balladen om lilla Elsa"
- 1995 – "Hundra kilo kärlek"
- 1995 – "Luft" med låten "Efter allt" som b-sida
- 2007 – "Som man är"

Icke fysiska singlar/radiosinglar
- 2008 – "Kalle Iskall" (gratis nedladdning)
- 2009 – "Kulisser" (radio)
- 2015 – "Från och med nu" (endast nedladdning)

Samlingsalbum
- 1996 – Sell Out
- 2006 – Psamlade psalmer